# Rio (single van Duran Duran)
Rio is een single van de Britse popgroep Duran Duran uit 1982.
Het nummer zou oorspronkelijk over de Braziliaanse stad Rio de Janeiro (de stad waar de feesten altijd doorgaan) gaan. De uiteindelijke tekst gaat echter over een vrouw met de naam Rio. Wel is de tekst verwarrend omdat deze soms over de gelijknamige rivier lijkt te gaan.

## Videoclip
De videoclip werd geregisseerd door Russell Mulcahy en opgenomen op en rond Antigua. In de clip zijn de bandleden te zien, in pakken van Antony Price op een jacht, zeilend door de Caraïbische Zee. Ze fantaseren over verschillende ontmoetingen met fotomodel Reema Medawar die echter steeds een streek met ze uithaalt. Ze verschijnt tussendoor gebodypaint op het jacht. Tegen het eind van de clip geeft ze een knipoog naar de camera.

## Trivia
Het jacht, genaamd Eilean is een kits uit 1936. In 2006 werd het door een investeerder opgemerkt toen het met achterstallig onderhoud in een haven op Antigua lag. Hij liet de boot overbrengen naar Italië voor reparatie en het schip werd in 2009 weer in de vaart genomen.